# Beschränkt-öffentlicher Weg
Ein beschränkt-öffentlicher Weg definiert sich im deutschen Straßen- und Wegerecht als eine öffentlich gewidmete Verkehrsfläche mit untergeordneter Verkehrsbedeutung, deren Nutzung auf bestimmte Verkehrsarten oder Verkehrszwecke beschränkt ist (sog. beschränkter Gemeingebrauch). Er gehört zu den sonstigen öffentlichen Gemeindestraßen und die Straßenbaulast obliegt damit im Regelfall der zuständigen Gemeinde. Beispiele für beschränkt-öffentliche Wege sind selbstständige Geh- und Radwege  sowie Reitwege (Beschränkung der Verkehrsart) oder Kirchwege, Friedhofswege und Schulwege (Beschränkung des Verkehrszwecks).
Rechtsgrundlage bilden die Straßen- und Wegegesetze der Bundesländer. In einigen Landesgesetzen wird der beschränkt-öffentliche Weg als eigene Straßenklasse benannt (Art. 53 BayStrWG, § 3 Abs. 2 StrG, § 3 Abs. 5 BbgStrG, § 3 Abs. 1 StrWG). Andere Landesgesetze wiederum sind allgemeiner gehalten und verwenden den Begriff nicht. Doch auch in diesen Bundesländern gibt es untergeordnete Wege, die in der Widmung auf bestimmte Verkehrsarten oder einen bestimmten Verkehrszweck beschränkt sind und damit dem beschränkt-öffentlichen Weg entsprechen.
Es ist wichtig, zwischen beschränkt-öffentlichen Wegen mit geringer Verkehrsbedeutung und allgemein Verkehrsflächen mit Beschränkungen der Widmung nach Benutzungsart, Benutzerkreis, Benutzerzweck und Benutzungszeit zu unterscheiden. So handelt es sich beispielsweise bei einer Ortsstraße mit Widmungsbeschränkung nicht um einen beschränkt-öffentlichen Weg im eigentlichen Sinne.
Im deutschen Straßen- und Wegerecht gilt der Grundsatz, dass sich straßenverkehrsrechtliche Regelungen innerhalb des straßenrechtlichen Widmungsrahmens bewegen müssen. Die straßenverkehrsrechtliche Regelungen dürfen den Widmungsrahmen also weder unterschreiten noch überschreiten. Dies ist auch bei beschränkt-öffentlichen Wegen der Fall. So kann beispielsweise auf einem als beschränkt-öffentlichem Weg gewidmeten Geh- und Radweg der Radverkehr nicht dauerhaft durch ein verkehrsrechtlich angeordnetenes Verkehrszeichen ausgeschlossen werden. Und umgekehrt darf auf einem als beschränkt-öffentlichem Weg gewidmeten Geh- und Radweg dauerhaft auch kein allgemeiner Kfz-Verkehr zugelassen werden.